# Ellen Larsen
Ellen Larsen (født 27. september 1912 i København; død 11. marts 1991) var dommer samt styrelsesmedlem i Den Danske Forening.
Ellen Larsen var datter af købmand Christian Larsen og hustru Olga, f. Andersen.
Hun blev student i Gentofte i 1931 og blev cand.jur. fra Københavns Universitet i 1939. I 1941 blev hun sekretær ved Københavns Byret og fuldmægtig i 1946. Hun blev konstitueret dommer i Østre Landsret og Københavns Byret 1952-1955. I 1955 dommer i Københavns Byret, 1965 i Frederiksberg Birkerets 2. afdeling, og 1966-1979 i Frederiksberg Birkerets 1. afdeling.
Hun var styrelsesmedlem i Den Danske Forening 1987-1991. Sammen med overtoldvagtmester Georg Schjørmann havde hun indkaldt til et indledende møde på Hotel Admiralen i København den 7. oktober 1986, hvortil var indbudt læserbrevsskribenter, der var modstandere af den liberale flygtningepolitik.
Christian Larsen & Dommer Ellen Larsens Legat støtter forskning i blære- og infektionssygdomme.
Ellen Larsen var Ridder af Dannebrog.